# Przyrąb
Przyrąb – wieś w Polsce, położona w województwie świętokrzyskim, w powiecie jędrzejowskim, w gminie Wodzisław.
| SIMC    | Nazwa      | Rodzaj    |
| ------- | ---------- | --------- |
| 0279456 | Nalesie    | część wsi |
| 1016664 | Stara Wieś | część wsi |

W latach 1975–1998 miejscowość administracyjnie należała do województwa kieleckiego.